# Venere che benda amore
Venere che benda amore è un dipinto in olio su tela (116x184 cm) realizzato da Tiziano attorno al 1565. Il dipinto è conservato nella Galleria Borghese, a Roma.

## Storia
L'identità del committente e la data di inizio realizzazione dell'opera non sono note; è stato ipotizzato che il committente fosse Antonio Pérez, segretario di stato di Filippo II di Spagna, ma il rapporto non è dimostrato con sicurezza.
L'opera può comunque essere datata al periodo compreso tra il 1560 e il 1565, in quanto presenta i tratti distintivi di questa fase del lavoro di Tiziano.

## Descrizione
La composizione del quadro si svolge in orizzontale; il centro non è occupato da nessuno dei personaggi, ma da una visuale su un tramonto. La composizione è quasi simmetrica, con due figure sulla destra e due a sinistra. La figura in primo piano in basso a destra è l'unico soggetto a voltare le spalle a chi guarda.  
All'osservatore si mostra una scena prevalentemente al femminile. A sinistra si trova la figura identificata come Venere: una donna seduta, mostrata solo di tre quarti, come la maggior parte delle altre figure. La donna è agghindata con un leggero drappo bianco che, insieme al mantello azzurro che porta sulle spalle, crea contrasto con lo sfondo scuro. Come nella Venere di Urbino, i capelli sono biondi e in parte sono sciolti e in parte raccolti da una corona d'oro. La figura si volge, senza però guardarlo veramente, verso un putto che, collocato all'estrema sinistra del dipinto e appoggiato delicatamente sulla spalla, è l'unica figura intera di tutto il dipinto. Il putto rivolge l'attenzione alla mano con cui Venere tiene il lembo più in alto della fascia con cui viene bendato il putto collocato al centro della scena. 
Del putto che viene bendato è visibile solo la schiena. In primo piano si trovano due leggerissime ali che lo caratterizzano; il volto è nascosto tra le gambe della Venere che gli copre gli occhi con una benda gialla.
A destra si trovano altre due figure femminili. Quella all'estrema destra sembra arrivare improvvisamente, come suggerisce il movimento del drappo rosso che porta sulla spalla. Questa figura è anche l'unica ad avere i capelli completamente raccolti; con la mano sinistra tiene saldamente un arco, come se lo stesse offrendo alle figure principali, a cui rivolge il suo sguardo. La seconda figura a destra appare invece in attaggiamento sensuale; a differenza delle altre ha i capelli sciolti e l'abito, retto solamente dal braccio, porta fino alla nudità verso il seno sinistro. La donna si rivolge completamente con lo sguardo e il corpo verso il centro del dipinto.

## Interpretazione
Nel corso del tempo, in mancanza di documenti sull'intenzione originale di Tiziano, la scena rappresentata dal quadro è stata interpretata in diversi modi. Agli inizi del Seicento, quando venne collocato nella quadreria del cardinale Borghese, il dipinto era noto come "Venere con due ninfe", e così lo descrisse nel 1613 anche Scipione Francucci, che nel sesto canto della sua Galleria diede alle ninfe i nomi di Dori e Armilla. Tuttavia, già in questo periodo si era diffusa l'ipotesi che il quadro rappresentasse le Tre Grazie, e nel Settecento questa divenne l'interpretazione dominante.
Nel Novecento sono state avanzate numerose proposte di interpretazione basate su fonti letterarie. Nel 1936 Hans Tietze collegò il tema del dipinto alle Metamorfosi di Apuleio, in cui Venere decide di punire Amore portandogli via le armi. Tuttavia, è difficile interpretare in questo modo le espressioni e i gesti delle donne presentate nel dipinto.
Erwin Panofsky nel 1939 propose di identificare i due putti come le incarnazioni dell'amore passionale e dell'amore divino, collegando così il tema dell'amore all'allegoria dell'amore coniugale. Le due donne sulla destra vengono invece considerate da Panofsky come allegorie del piacere e della castità.
Le radiografie eseguite nel 1992-1993 hanno peraltro mostrato che in origine Venere aveva il volto rivolto in una direzione diversa e, soprattutto, che a destra era presente una terza figura femminile. Ciò fa pensare che in una prima fase Tiziano avesse effettivamente l'idea di rappresentare le Tre Grazie, cambiando poi il soggetto per motivi non ricostruibili.

## Tecnica

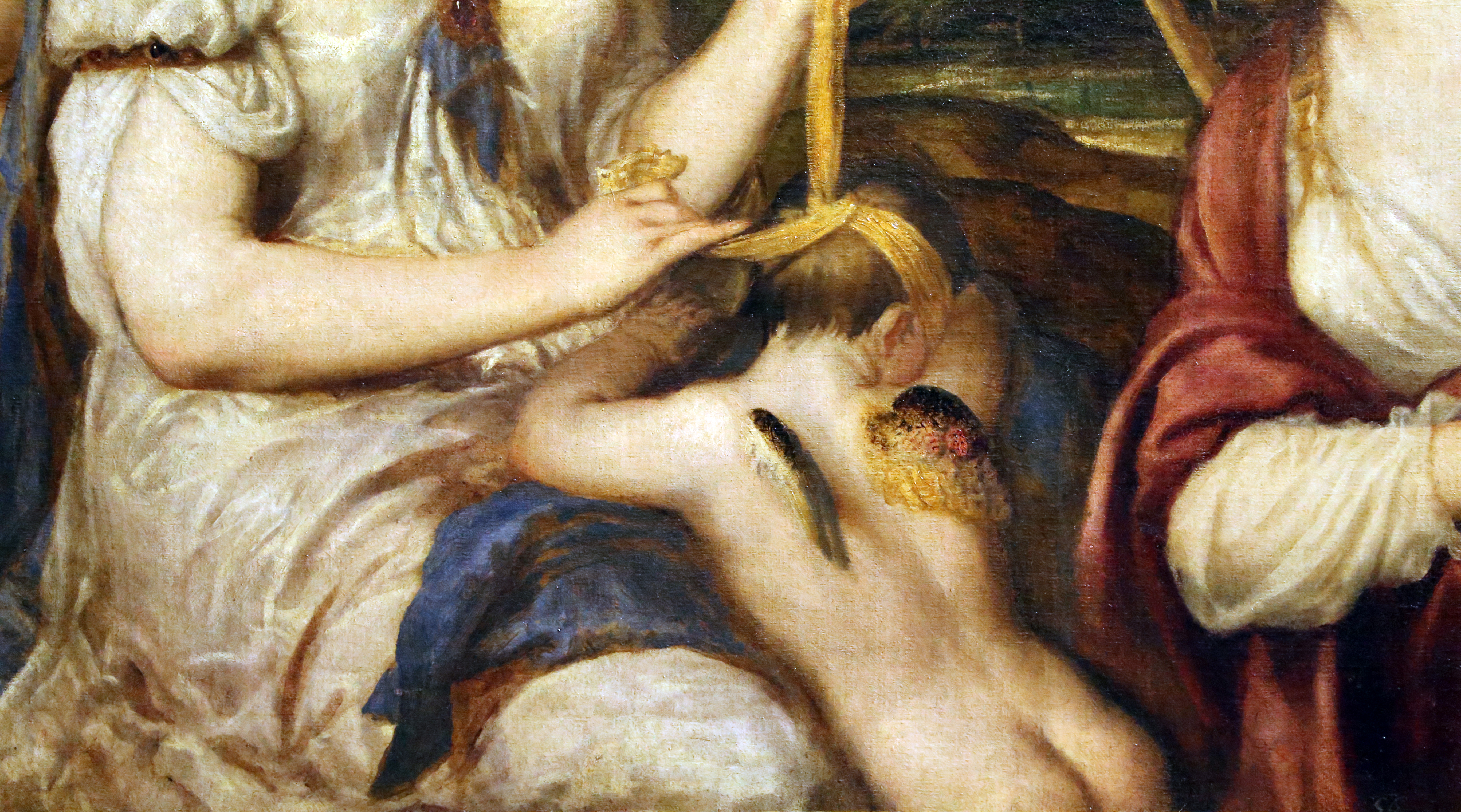
Tiziano, venere che benda amore, 1565 circa 03

La tela usata per l'opera fu scelta per la sua flessibilità e resistenza, con una superficie compatta fornita da un "tessuto ad armatura tipo saia interrotta a punta ripetuta senso ordito" che facilita l'applicazione dei colori.
Tramite la radiografia è possibile vedere su tutta la superficie della tela un tracciato di linee ortogonali che forma una griglia di riferimento e fa pensare che il dipinto sia stato eseguito sulla base di cartoni preparatori.
La scelta dei colori è simile a quella di altre opere di Tiziano e si basa sull'uso di molti materiali differenti. In particolare, il passaggio delle ombre colorate del cielo al tramonto contribuisce ad aggiungere delicatezza e morbidezza alle figure. Lo sfondo è stato realizzato con tocchi leggeri anche direttamente sopra l'imprimitura. 
La padronanza della tecnica pittorica da parte di Tiziano è evidente anche nella differenza con cui nei diversi personaggi vengono distinti gli incarnati, realizzati unendo biacca e ocra in rapporti variabili. Infatti in corrispondenza degli Amori l'incarnato è tenue e la forma dipende soprattutto all'emergere della tela sulla superficie, come un negativo. Nelle figure femminili la stesura del colore è invece più leggera, ma compatta. 
In alcune parti del dipinto, come la veste di Venere, alcuni dettagli del paesaggio e le ali di Amore bendato, le pennellate sono state date evidentemente con più forza, rendendo più spesso il colore. In alcuni casi il colore è stato applicato direttamente sulla tela.

## Retaggio
Il dipinto ha avuto diverse copie totali o parziali. Una copia seicentesca su tela, di alta qualità e probabilmente realizzata a Roma, è ospitata al Museo del Prado di Madrid.
Il dipinto è stato ripreso anche da incisioni come Omnia Vincit Amor di Hendrick Danckerts e da un'acquaforte di Louis de Boulogne, basata sulla tela del Prado.

## Restauro
Il restauro più importante del dipinto è stato svolto tra il 1992 e il 1993 presso il Laboratorio della Galleria Nazionale di Arte Antica di Palazzo Barberini. L'intervento è consistito nella rimozione di “vernice e sostanze oleose” che riducevano il valore cromatico del dipinto, mentre non sono stati eseguiti interventi sul supporto o sul telaio, considerati in buone condizioni.